# Ігнатенко Дмитро Андрійович
Ігнатенко Дмитро Андрійович (25 жовтня 1895, с. Карпилівка Прилуцького повіту Полтавської губернії — після 1941) — сотник Армії УНР, інженер-лісівник.

## Життєпис
Народився в сім'ї станових козаків землевласників.
Закінчив сільську початкову школу (1906) та вищу початкову чотирикласну.
Від більшовицької мобілізації ухилився, а від денікінської врятуватися не вдалося.
З відділом генерала Миколи Бредова потрапив до польських таборів (Щипйорно), де вступив до українського збірного відділу та перевівся до Ланцута. Учасник боїв проти більшовиків (1920). Того ж року інтернований поляками.
У липні 1922 р. втік з табору до Чехо-Словаччини.
1923 року закінчив матуральні курси при УГА, а 1928 року — Українську господарську академію.
Працював у лісах українофіла графа Сапіги під Перемишлем.
Побрався з Лідією Вітошинською, семінаристкою, виростили доньку Тересу та сина Володимира.
Після початку Другої світової війни родина виїхала на Львівщину, де перебували під постійним наглядом КДБ. Продовжував працювати у лісництві.
Донька Тереса побралася з диригентом Борисом Грошем, невісткою стала оперна співачка Ніна Тичинська. Син Володимир, оперний співак, став народним артистом УРСР.

## Творчий доробок
На початку 1920-х років написав спогад «Вересень року 1920».